# Stelios Giannakopoulos
Stelios Giannakopoulos (griechisch Στυλιανός „Στέλιος“ Γιαννακόπουλος; * 12. Juli 1974 in Athen) ist ein ehemaliger griechischer Fußballspieler.

## Vereinskarriere

### Karrierebeginn
Giannakopoulos Karriere begann in Griechenland 1992 bei dem Verein Ethnikos Astera, bei dem er schon in seiner ersten Saison zu den Stammspielern gehörte und sechs Tore erzielte. Nach Ablauf der Saison erfolgte der Wechsel zu Paniliakos Pyrgos, wo er drei Jahre blieb. In diesem Zeitraum traf er 26 mal in 84 Spielen und weckte damit das Begehren der großen Vereine.

### Die Jahre bei Olympiakos
Im Sommer 1996 sicherte sich Olympiakos Piräus seine Dienste. In den nächsten sieben Saisons spielte Giannakopoulos dort als Stammspieler. Bei 189 Auftritten im Dress von Olympiakos schoss er 63 Tore. Dabei gewann er in jeder Saison die griechische Meisterschaft und erreichte das Viertelfinale der Champions League in der Saison 1998/99.

### Die Jahre bei Bolton
Nach zehn Jahren einer erfolgreichen Karriere in Griechenland wechselte er 2003 zu den Bolton Wanderers. Seinen ersten Einsatz in der Premier League hatte er gegen Manchester United. Er fasste auch hier schnell Fuß und trug dazu bei, dass die Wanderers das Finale des League Cups 2004 erreichten. Er blieb bis zum Ende der Saison 2007/08 bei den Wanderers.

### Hull City und AE Larisa
Nach dem Auslaufen seines Vertrags bei den Bolton Wanderers war Giannakopoulos vereinslos. Ende September 2008 verpflichtete ihn der Premier-League-Aufsteiger Hull City. 2010 beendete er seine Karriere bei AE Larisa.

## Karriere in der Nationalmannschaft
Stelios Giannakopoulos begann seine Karriere in der griechischen Nationalmannschaft am 12. März 1997 im Spiel gegen Zypern. Eines seiner wichtigen und erwähnenswerten Spiele im Dress der Nationalmannschaft war das Spiel gegen Spanien in der EM-Qualifikation zur Euro 2004, welches mit 1:0 gewonnen wurde. Des Weiteren gehörte er zu den Stammspielern der Mannschaft, welche die Fußball-Europameisterschaft 2004 in Portugal gewann. Giannakopoulos wurde im Jahr 2005 zum besten Fußballer Griechenlands gewählt. 2005 nahm er auch am Confederations-Cup teil, wo er in allen Spielen durchspielte. 2008 gehörte er zum Aufgebot für die Europameisterschaft in Österreich und der Schweiz und absolvierte zwei der drei Spiele der Griechen.